# Stathmopoda
Stathmopoda är ett släkte av fjärilar som beskrevs av Herrich-Schäffer 1853. Enligt Dyntaxa (eg. svensk taxonomi) ingår Stathmopoda i familjen spretmalar (Stathmopodidae), men enligt Catalogue of Life är tillhörigheten istället familjen signalmalar (Heliodinidae).

## Bildgalleri

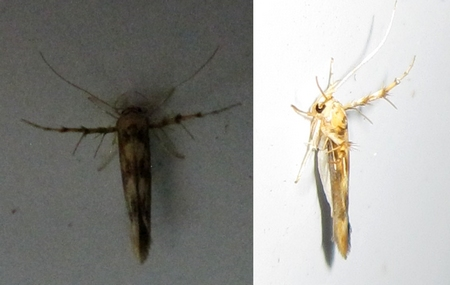

## Dottertaxa tillStathmopoda, i alfabetisk ordning[1][2]
- Stathmopoda acontias
- Stathmopoda acromolybda
- Stathmopoda acrostropha
- Stathmopoda adulatrix
- Stathmopoda aegotricha
- Stathmopoda aeneella
- Stathmopoda albata
- Stathmopoda albidorsis
- Stathmopoda albimaculata
- Stathmopoda amathodes
- Stathmopoda amphidyma
- Stathmopoda amphizeuctis
- Stathmopoda amphoritis
- Stathmopoda anconias
- Stathmopoda angustipennella
- Stathmopoda anticyma
- Stathmopoda antidelta
- Stathmopoda antischema
- Stathmopoda aphanosema
- Stathmopoda aposema
- Stathmopoda aprica
- Stathmopoda arachnophora
- Stathmopoda arcata
- Stathmopoda argyrosticha
- Stathmopoda aristata
- Stathmopoda aristodoxa
- Stathmopoda astrapeis
- Stathmopoda astricta
- Stathmopoda atrinotata
- Stathmopoda auriferella
- Stathmopoda autoxantha
- Stathmopoda balanarcha
- Stathmopoda balanistis
- Stathmopoda basiplectra
- Stathmopoda basixantha
- Stathmopoda bathrodelta
- Stathmopoda biclavis
- Stathmopoda bicycla
- Stathmopoda brachygramma
- Stathmopoda brachymochla
- Stathmopoda butyracma
- Stathmopoda callichrysa
- Stathmopoda callopis
- Stathmopoda calyptraea
- Stathmopoda caminora
- Stathmopoda campylocha
- Stathmopoda canonica
- Stathmopoda castanodes
- Stathmopoda caveata
- Stathmopoda cephalaea
- Stathmopoda ceramoptila
- Stathmopoda chalcotypa
- Stathmopoda chalybeis
- Stathmopoda charitanthes
- Stathmopoda chrysaula
- Stathmopoda chrysocarpa
- Stathmopoda chrysophoenicea
- Stathmopoda chrysoxesta
- Stathmopoda cirrhaspis
- Stathmopoda cissota
- Stathmopoda citrinopis
- Stathmopoda citroptila
- Stathmopoda clarkei
- Stathmopoda commoda
- Stathmopoda conioma
- Stathmopoda coracodes
- Stathmopoda cornutella
- Stathmopoda crassella
- Stathmopoda crocacma
- Stathmopoda crocophanes
- Stathmopoda cryptophaea
- Stathmopoda cyanopla
- Stathmopoda dactylias
- Stathmopoda desmoteles
- Stathmopoda diakonoffi
- Stathmopoda dicitra
- Stathmopoda diclidias
- Stathmopoda dimochla
- Stathmopoda diplaspis
- Stathmopoda distincta
- Stathmopoda divisa
- Stathmopoda doratias
- Stathmopoda dracaenopa
- Stathmopoda dryophaea
- Stathmopoda effossa
- Stathmopoda electrantha
- Stathmopoda endotherma
- Stathmopoda epilampra
- Stathmopoda erythracra
- Stathmopoda eucorystis
- Stathmopoda ficipastica
- Stathmopoda ficivora
- Stathmopoda filicula
- Stathmopoda flavescens
- Stathmopoda flavofasciata
- Stathmopoda fusilis
- Stathmopoda glyceropa
- Stathmopoda grammatopis
- Stathmopoda haematosema
- Stathmopoda haplophanes
- Stathmopoda hemiplecta
- Stathmopoda hexatyla
- Stathmopoda holobapta
- Stathmopoda holochra
- Stathmopoda holothecta
- Stathmopoda horrida
- Stathmopoda hyposcia
- Stathmopoda ignominiosa
- Stathmopoda immatura
- Stathmopoda imperator
- Stathmopoda iners
- Stathmopoda informis
- Stathmopoda iocycla
- Stathmopoda iodes
- Stathmopoda ischnotis
- Stathmopoda isoclera
- Stathmopoda isoleuca
- Stathmopoda lampryntis
- Stathmopoda leptoclista
- Stathmopoda lethonoa
- Stathmopoda liporrhoa
- Stathmopoda luculenta
- Stathmopoda luminata
- Stathmopoda luxuriosa
- Stathmopoda lychnacma
- Stathmopoda maculata
- Stathmopoda maisongrossiella
- Stathmopoda malacanthes
- Stathmopoda mannophora
- Stathmopoda marmarosticha
- Stathmopoda masinissa
- Stathmopoda megathyma
- Stathmopoda melanochra
- Stathmopoda meliscelis
- Stathmopoda melitripta
- Stathmopoda mesocrossa
- Stathmopoda mesombra
- Stathmopoda metopias
- Stathmopoda mimantha
- Stathmopoda monobathra
- Stathmopoda morelella
- Stathmopoda moriutiella
- Stathmopoda moschlosema
- Stathmopoda mysteriastis
- Stathmopoda neomeris
- Stathmopoda nephocentra
- Stathmopoda niphocarpa
- Stathmopoda niphozona
- Stathmopoda nitida
- Stathmopoda nobilitata
- Stathmopoda notosticha
- Stathmopoda nucivora
- Stathmopoda nympheuteria
- Stathmopoda ochrodelta
- Stathmopoda opticaspis
- Stathmopoda orbiculata
- Stathmopoda osteitis
- Stathmopoda ovigera
- Stathmopoda pallidella
- Stathmopoda pampolia
- Stathmopoda pantarches
- Alspretmal Stathmopoda pedella
- Stathmopoda pedestrella
- Stathmopoda pentasema
- Stathmopoda percnophthalma
- Stathmopoda perfuga
- Stathmopoda periclina
- Stathmopoda philaromia
- Stathmopoda phlegyra
- Stathmopoda placida
- Stathmopoda platynipha
- Stathmopoda plinthiota
- Stathmopoda plumbiflua
- Stathmopoda pomifera
- Stathmopoda porphyrantha
- Stathmopoda praealbata
- Stathmopoda principalis
- Stathmopoda proterozona
- Stathmopoda ptycholampra
- Stathmopoda pyrrhogramma
- Stathmopoda recondita
- Stathmopoda revincta
- Stathmopoda rhodocosma
- Stathmopoda rhythmota
- Stathmopoda rimulata
- Stathmopoda rubripicta
- Stathmopoda seminuda
- Stathmopoda sentica
- Stathmopoda serenata
- Stathmopoda sideracma
- Stathmopoda skelloni
- Stathmopoda sphendonita
- Stathmopoda spilothorax
- Stathmopoda spilozona
- Stathmopoda stimulata
- Stathmopoda stropha
- Stathmopoda sycastis
- Stathmopoda sycophaga
- Stathmopoda synchrysa
- Stathmopoda tacita
- Stathmopoda teleozona
- Stathmopoda tetrarma
- Stathmopoda tetrazyga
- Stathmopoda tharsalea
- Stathmopoda theoris
- Stathmopoda transvecta
- Stathmopoda trichodora
- Stathmopoda trichopeda
- Stathmopoda trichrysa
- Stathmopoda tridryas
- Stathmopoda trifida
- Stathmopoda trigonella
- Stathmopoda triloba
- Stathmopoda trimochla
- Stathmopoda trimolybdias
- Stathmopoda triplex
- Stathmopoda triselena
- Stathmopoda tritophaea
- Stathmopoda vadoniella
- Stathmopoda vertebrata
- Stathmopoda xanthocrana
- Stathmopoda xanthodesma
- Stathmopoda xanthoma
- Stathmopoda xanthomochla
- Stathmopoda xanthoplitis
- Stathmopoda xeniocosma
- Stathmopoda zalodes
- Stathmopoda zophoptila